# Ceará SC
Az Ceará Sporting Club, röviden Ceará, egy brazil labdarúgócsapat, melyet 1914. június 2-án hoztak létre Fortalezában. Ceará állam első osztályú bajnokságának és az országos Série A-nak résztvevője.

## Sikerlista

### Állami
- 45-szörös Cearense bajnok: 1915, 1916, 1917, 1918, 1919, 1922, 1925, 1931, 1932, 1939, 1941, 1942, 1948, 1951, 1957, 1958, 1961, 1962, 1963, 1971, 1972, 1975, 1976, 1977, 1978, 1980, 1981, 1984, 1986, 1989, 1990, 1992, 1993, 1996, 1997, 1998, 1999, 2002, 2006, 2011, 2012, 2013, 2014, 2017, 2018

## Játékoskeret
2014. decemberétől
| #  |        | Poszt | Név           |
| -- | ------ | ----- | ------------- |
| 1  | Brazil | K     | Luís Carlos   |
| 2  | Brazil | V     | Samuel Xavier |
| 5  | Brazil | KP    | João Marcos   |
| 6  | Brazil | V     | Tiago Costa   |
| 7  | Brazil | KP    | Michel        |
| 8  | Brazil | KP    | Ricardinho    |
| 9  | Brazil | CS    | Magno Alves   |
| 10 | Brazil | CS    | Lulinha       |
| 12 | Brazil | K     | Tiago         |
| 15 | Brazil | KP    | Sandro Manoel |
| 16 | Brazil | KP    | Everton       |

| #  |        | Poszt | Név                                           |
| -- | ------ | ----- | --------------------------------------------- |
| 19 | Brazil | CS    | Assisinho                                     |
| 22 | Brazil | K     | Gustavo                                       |
| 23 | Brazil | V     | Vítor                                         |
| 24 | Brazil | V     | Caio Vinícius                                 |
| 29 | Brazil | CS    | Robério                                       |
| 33 | Brazil | V     | Sandro                                        |
| 95 | Brazil | CS    | Robinho                                       |
|    | Brazil | K     | Gustavo                                       |
|    | Brazil | CS    | Robério                                       |
|    | Brazil | CS    | Gabriel                                       |
|    | Brazil | KP    | Eusébio (kölcsönben a Atlético Goianiensétől) |